# NGC 1263
NGC 1263 est une galaxie spirale barrée relativement éloignée et située dans la constellation de l'Éridan. Elle a été découverte par l'astronome américain Francis Leavenworth en 1885.

## Caractéristiques
Sa vitesse par rapport au fond diffus cosmologique est de 9 301 ± 46 km/s, ce qui correspond à une distance de Hubble de 137,2 ± 9,6 Mpc (∼447 millions d'al).

### Classification
Toutes les sources consultées classent cette galaxie comme une lenticulaire, sauf le professeur Seligman qui la classe comme une spirale barrée et l'image du relevé SDSS lui donne raison, car elle montre clairement la présence de bras spiraux et d'une barre au centre de NGC 1263.